# Earl A. Mattei
Earl Armand "Buddy" Mattei (Bowling Green, 16 november 1950) is een Amerikaans componist, muziekpedagoog, dirigent, saxofonist en muziekuitgever.

## Levensloop
Mattei studeerde vanaf 1969 aan de Universiteit van Noord-Texas in Denton bij John Giradono en Dennis Guillome (saxofoon), bij Lew Gillis (arrangement) en bij Rich Matteson (improvisatie). Gedurende zijn studies speelde hij saxofoon in de Jazz Lab Band onder leiding van Leon Breeden en in de University of North Texas Symphonic Band onder leiding van Maurice McAdow. Hij behaalde zijn Bachelor of Music in muziekonderwijs en zijn Master of Education aan deze universiteit. Vervolgens was hij rond 16 jaar muziekleraar aan de Princeton High School, waar hij ook harmonieorkesten (Marching- en Concertbands) en jazzensembles dirigeerde. Omdat hij intussen zelf een muziekuitgeverij opgericht had en hij muzikaal directeur van de Stonebridge United Methodist Church in McKinney geworden was, stopte hij zijn werkzaamheden aan de Princeton High School in 1999. 
Als componist schreef hij werken voor harmonieorkest, jazzensembles, koren en kamermuziek. Mattei is lid van de American Society of Composers, Authors and Publishers (ASCAP).
Hij huwde met de muziekpedagoge, dirigente en klarinettiste Marilyn Mattei. 

## Composities

### Werken voor harmonieorkest
- 1976 Exordium
  1. Prelude
  2. Fanfare
  3. Entrance
- 1978 Windridge march
- 1980 Buen empieso
- 1981 Lecile's blues
- 1995 Blackland Prairie
- 1995 Mustang Creek
- 1995 To a musician
- 1995 Trinity crossings
- 2005 Gotcha! Cha-Cha

### Werken voor jazzensemble
- 2003 Mr. B's bop
- 2005 Funk Among Us
- 2005 Funkus Improvitus
- 2006 Big Easy Parade
- 2007 Last Set

### Vocale muziek

#### Liederen
- 2000 Bells of Christmas, voor zangstem en piano - tekst: Jackie Payne
- 2000 O holy child, voor zangstem en piano - tekst: Jackie Payne

### Kamermuziek
- 2005 The National Anthem - The Star-Spangled Banner, voor trompetkoor